# Wolverley
Wolverley är en by i civil parish Wolverley and Cookley, i distriktet Wyre Forest, i grevskapet Worcestershire, i England. Byn är belägen 3 km från Kidderminster. Byn nämndes i Domedagsboken (Domesday Book) år 1086, och kallades då Ulwardelei.